# Marie-Gabrielle Capet
Marie-Gabrielle Capet (n. 6 septembrie 1761, Lyon, Regatul Franței – d. 1 noiembrie 1818, Paris, Franța) a fost o pictoriță neoclasicistă franceză. S-a născut la Lyon la 6 septembrie 1761, provenind dintr-o familie modestă. Pregătirea ei anterioară și pregătirea artistică nu este cunoscută, dar în 1781 a devenit eleva pictoriței franceze Adelaide Labille-Guiard din Paris. A excelat ca pictor portretist, iar lucrările sale includ picturi în ulei, acuarele și miniaturi.

## Viața

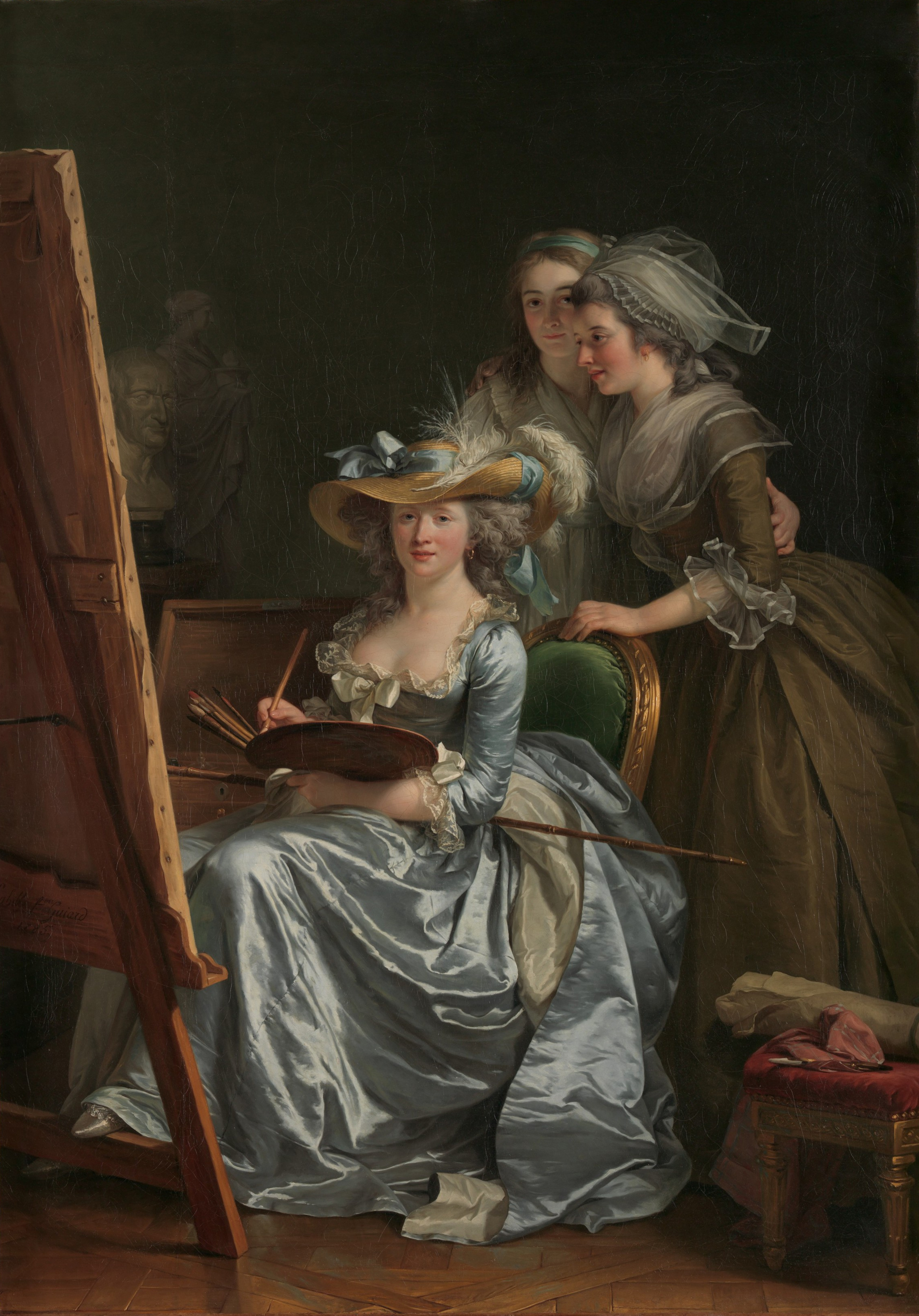
În atelierul lui Adélaïde Labille-Guiard. Labille-Guiard, Autoportret alături de două eleve. Elevele sunt Marie-Gabrielle Capet și Marie-Marguerite Carreaux de Rosemond

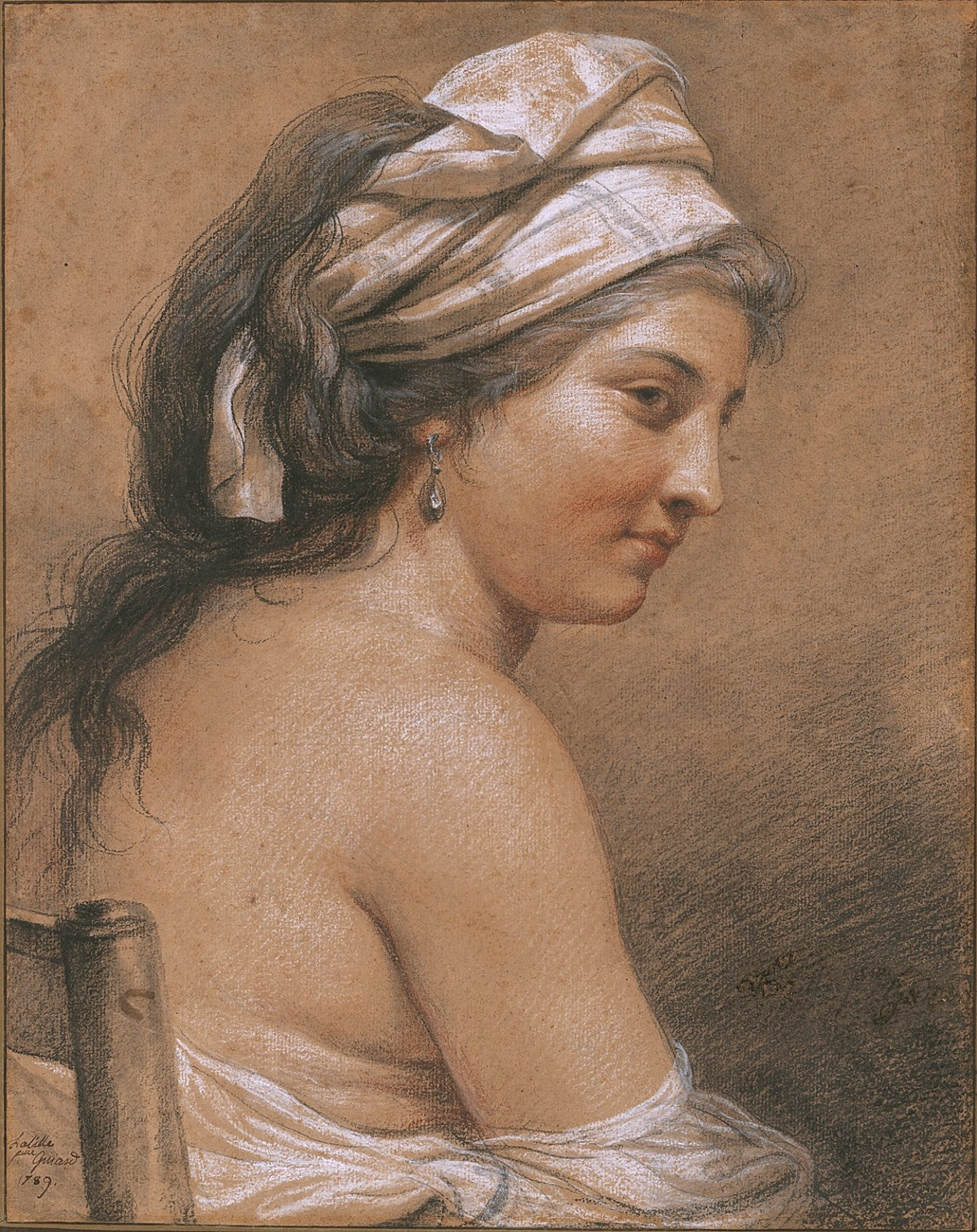
Marie-Gabrielle Capet, de Labille-Guiard

Marie-Gabrielle Capet s-a născut la Lyon în 1761. În Franța secolului al XVIII-lea, Academia Regală de Artă era responsabilă pentru pregătirea artiștilor și pentru expunerea lucrărilor de artă la Salon, lucrări care glorificau valorile eroice promovate de casa de Bourbon. Până la Revoluția Franceză, Academia Regală de Artă din Paris era instituția centrală oficială unde se putea exersa limitând numărul studenților de sex feminin la patru la un moment dat. În 1781, Capet, în vârstă de douăzeci de ani, s-a mutat la Paris pentru a deveni eleva lui Adélaïde Labille-Guiard (1749-1803), o artistă neoclasicistă care a fost admisă la Academie în 1783.
Capet și-a arătat lucrările timpurii la Exposition de la jeunesse, iar ulterior a expus la Salon când a fost deschis tuturor artiștilor după Revoluția Franceză. Lucrările sale au inclus picturi în miniatură, picturi în ulei și pasteluri, care au fost lăudate pentru virtuozitatea desenului și pentru utilizarea culorilor. Multe dintre picturile sale pastel au fost portrete, deși până în 1808 a fost considerată ca fiind pictoriță de subiecte istorice. Printre clienții săi au fost mai mulți membri ai familiei regale și alți membri ai societății din Paris, precum avocatul Pierre-Nicolas Berryer și dramaturgul Joseph Chénier.
Capet și Labille-Guiard nu numai că s-au bucurat de o relație profesională, dar au fost și prietene de familie apropiate. Capet s-a mutat cu profesoara ei la Luvru până la moartea acesteia. Chiar și după ce Adélaïde Labille-Guiard s-a căsătorit cu pictorul François Vincent în 1799, Capet a continuat să locuiască în casa lor.
Printre lucrările ei cele mai cunoscute sunt cele ale lui Mesdames Adelaide și Victoire, Madame Vincent înconjurată de elevii ei, Domnișoara Mars și Jean-Antoine Houdon. La acea vreme, Academia a limitat membrii pictorilor la doar patru femei. A murit la Paris în 1818.

## Lucrări
Lucrările lui Marie-Gabrielle Capet conțin o colecție mare de portrete în miniatură, majoritatea fiind găzduite la Luvru. În această colecție sunt incluse portretele doamnei Martin de Lesseps, a doamnei Elisabeth, sora lui Ludovic al XVI-lea și a domnișoarei Mars.

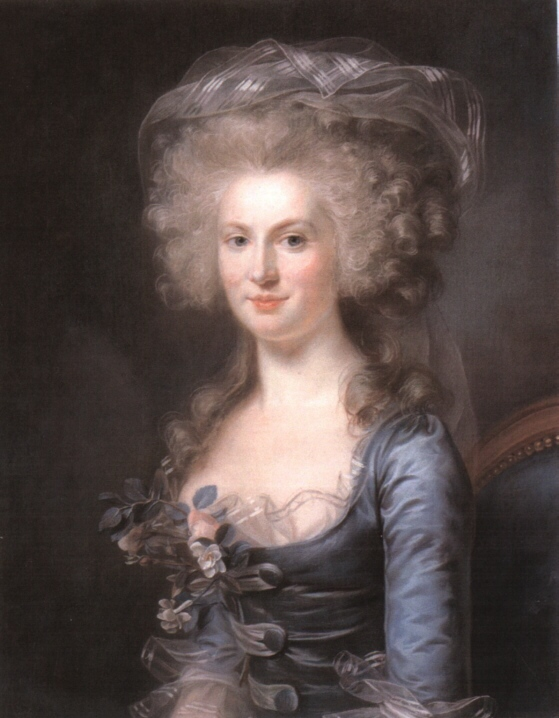
Prințesa Marie Adélaïde a Franței
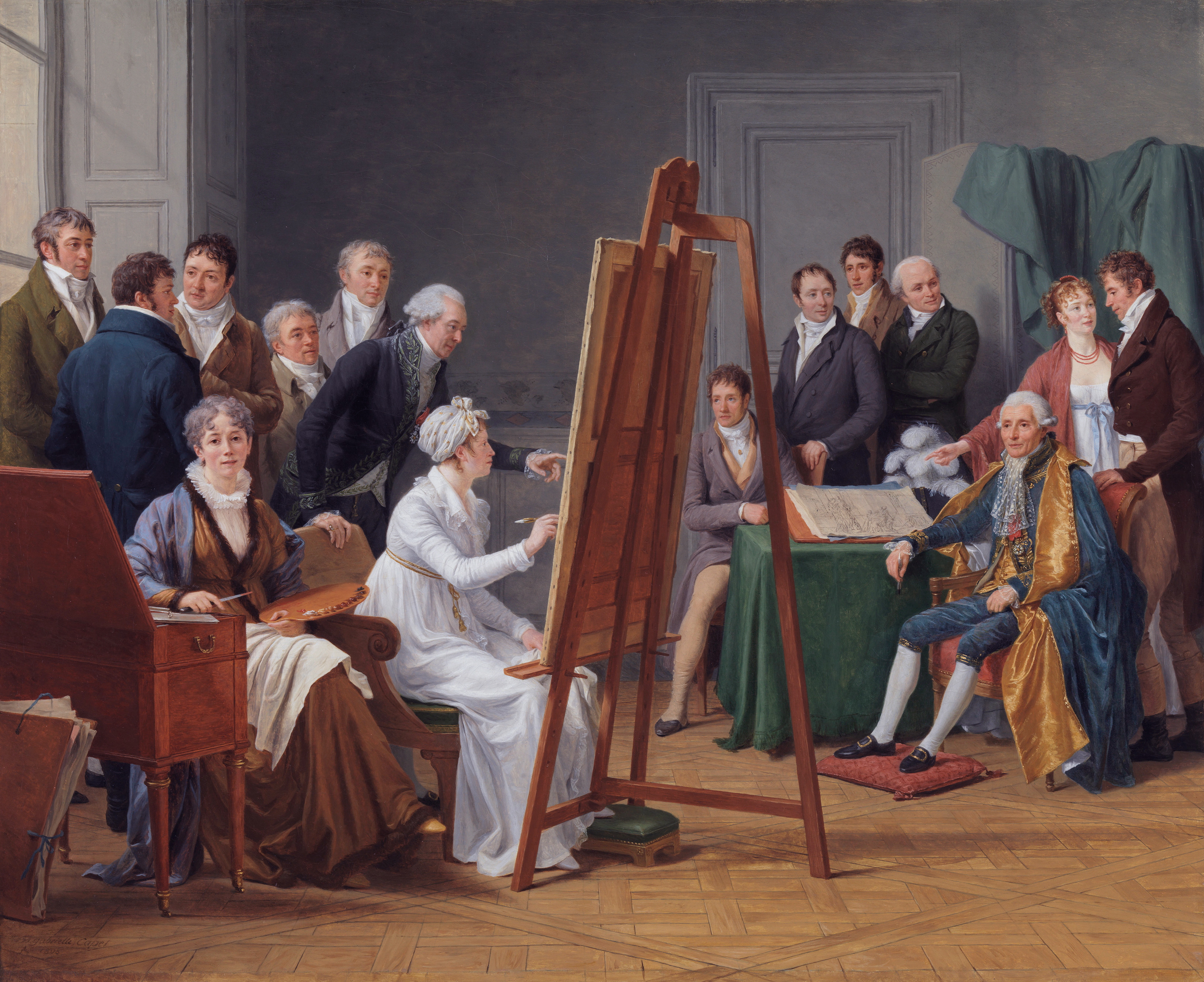
Atelierul Doamnei Vincent, pictură din 1808 aflată acum la Neue Pinakothek, München.
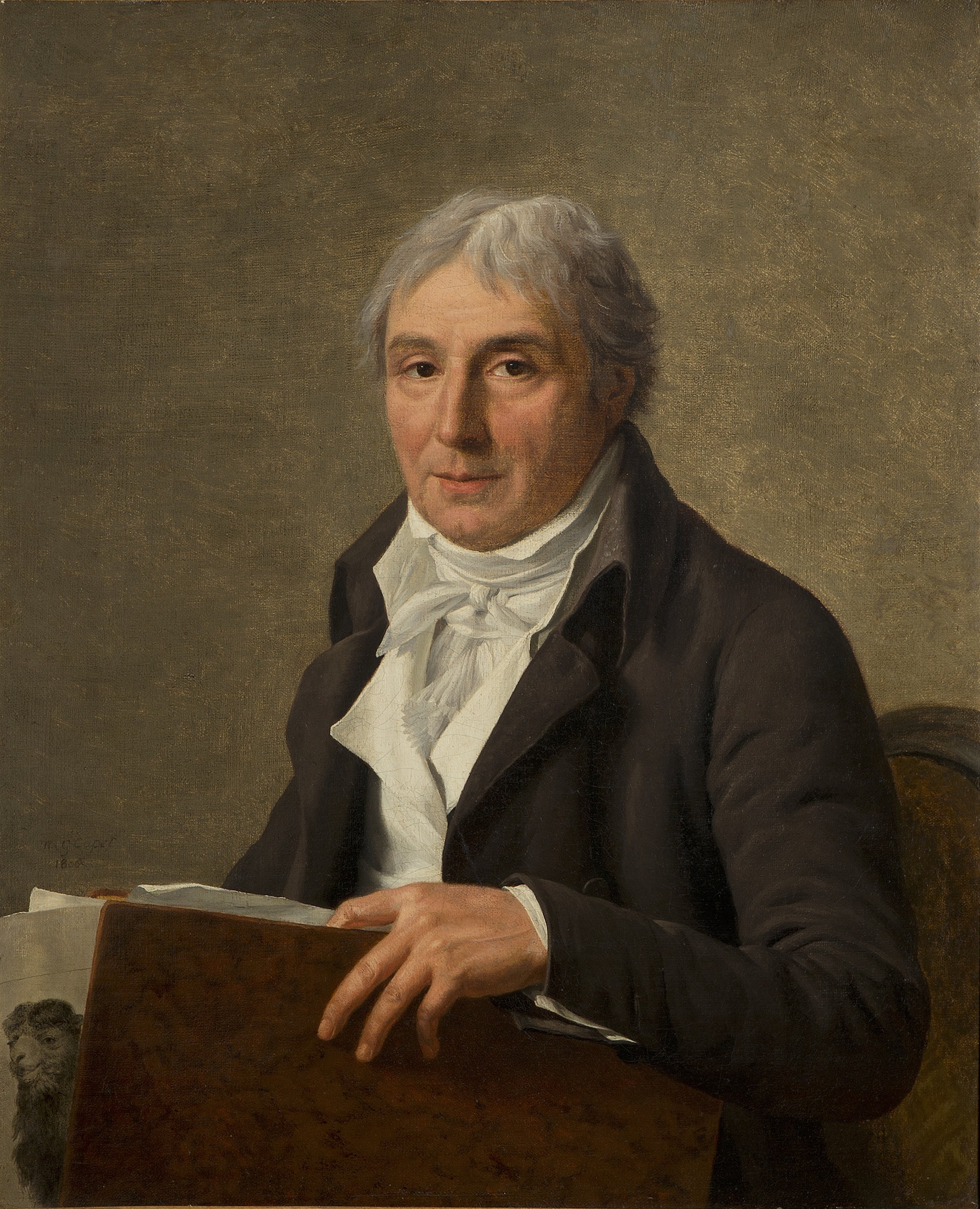
Gabrielle Marie Capet: Simon Charles Miger, 1806